# 27269 Albinocarbognani
27269 Albinocarbognani è un asteroide della fascia principale. Scoperto nel 2000, presenta un'orbita caratterizzata da un semiasse maggiore pari a 2,2878381 au e da un'eccentricità di 0,1266885, inclinata di 6,90100° rispetto all'eclittica.